# Avet Barseghyan
Avet Barseghyan (Armensk: Ավետ Բարսեղյան; født 23. juli 1980) er en armensk sangskriver og tv vært.